# Galindia

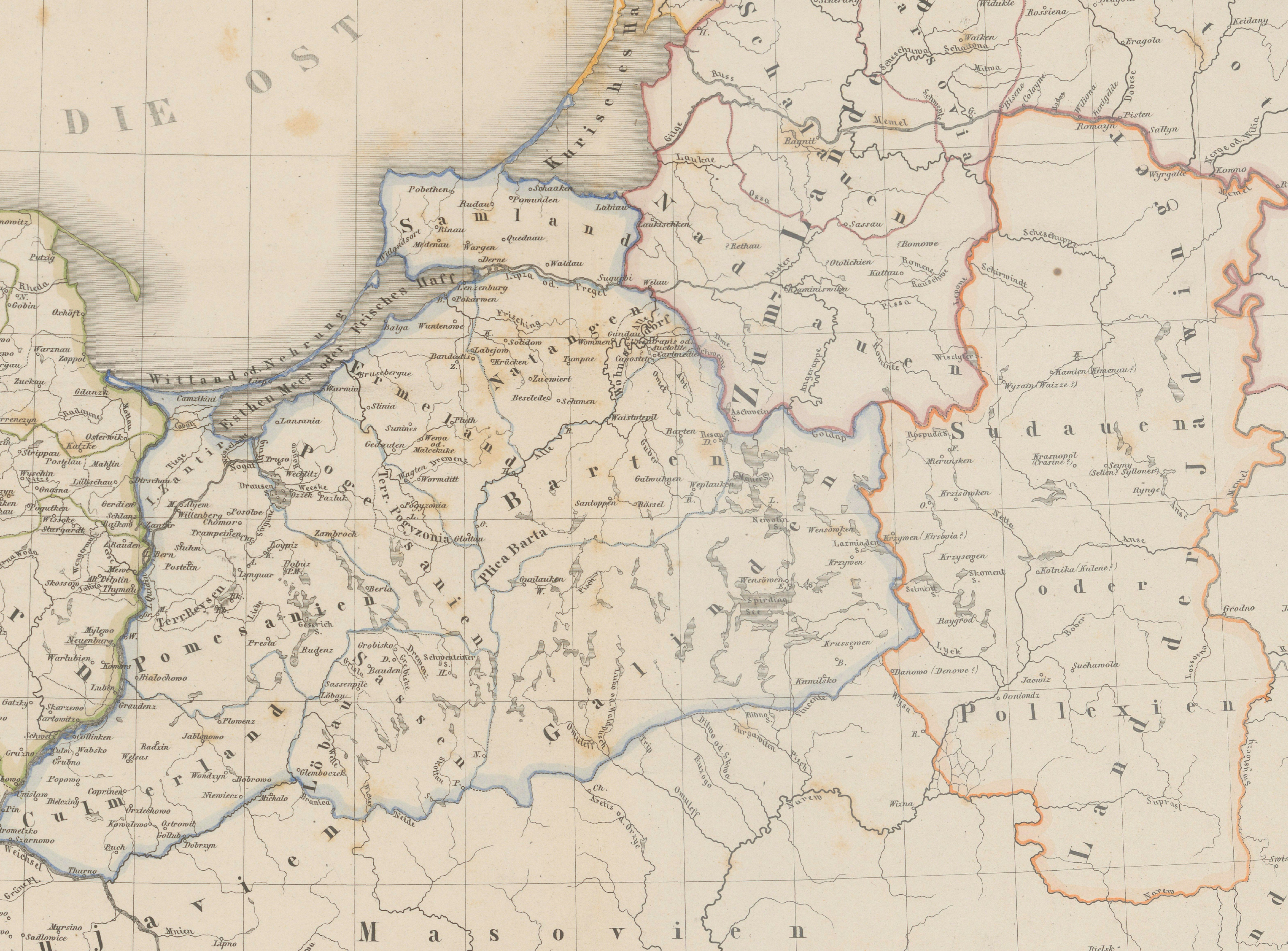
Prusy plemienne według Maxa Toeppena, 1858

Galindia – jedna z krain leżących w południowej części Prus, zamieszkana przez plemię Galindów.

## Historia

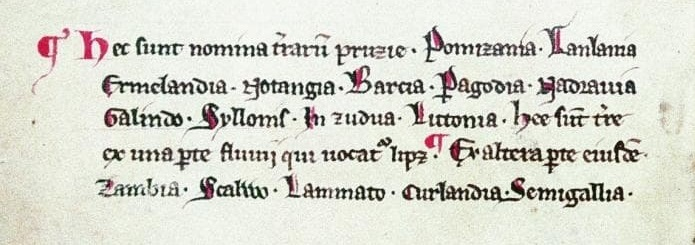
Lista ziem pruskich z duńskiego kodeksu Liber Census Daniae z ok. 1210-1231 r. Galindia wymieniona pierwsza w trzecim rzędzie.

Pierwsza znana wzmianka źródłowa o tej krainie pochodzi od geografa Ptolemeusza, który w II w. n.e. mniej więcej na obszarze obecnych ziem pruskich wymienił Galindoi i Sudinoi, prawdopodobnie Galindów i Sudawów (Jaćwingów). 
Najstarsza średniowieczna wzmianka o Galindii znajduje się w zbiorze dokumentów Liber Census Daniae (ok. 1210–1231) duńskiego króla Waldemara II Zwycięskiego, który w 1210 wyprawił się do Prus i je sobie czasowo podporządkował.
Według legendy spisanej przez Szymona Grunaua nazwa plemienia pochodzi od Galindo, siódmego syna Wejdewuta. Na granicy z Mazowszem Galindo wybudował swój gród określany jako Galingenberg. Galindowie mieli prowadzić ciągłe walki z Mazowszanami, co doprowadziło do takiego wyludnienia, że w czasie podboju krzyżackiego Galindia była prawie bezludna, a resztki Galindów zostały zasymilowane przez Mazurów. Według Piotra z Dusburga Galindia została wyludniona na skutek napadu Jaćwingów. Ci ostatni najechali Galindię dowiedziawszy się o spustoszeniu jej przez wojska polskie, zagarnęli ocalały dobytek, konie, bydło, zabili starców, biorąc do niewoli kobiety i dzieci.
W bulli Innocentego IV z 19 maja 1253 papież przyznał księciu Kazimierzowi I kujawskiemu ziemię que Galens dicitur obejmujące pruską Galindię, co już rok później spowodowało wydanie kolejnego dokumentu wzmiankującego spór na tym tle księcia Kazimierza I z Krzyżakami. W opinii Grzegorza Świderskiego śmierć księcia Kazimierza kujawskiego była jednym z czynników, które ułatwiły Krzyżakom przejęcie terenów Galindii po 1273 r.
W latach 20. XIV wieku Krzyżacy rozpoczęli akcje kolonizacyjną na terenie wyludnionej Galindii. Przeszkodą w tym były uciążliwe najazdy litewskie. W roku 1325 warmiński wójt krajowy i członek zakonu Fryderyk von Liebenzell założył w ziemi Gunlauken pierwszą w Galindii strażnicę o nazwie Wartenburg (dziś Barczewko), zniszczoną później przez Litwinów. W roku 1334 kolejny wójt warmiński Henryk von Luter założył na terenie ziemi Bertingen drugą drewniano-ziemną strażnicę. Zameczek znajdował się na terenie lauksu Bertingen – campus Bertyngen, a rok później przy zameczku powstała pierwsza osada, majątek rycerski Bartążek. W 1345 rozpoczęto 9 km na północ od Bartążka budowę nowego murowanego zamku na terenie galindzkiej ziemi Bertingen, a w 1353 w jego pobliżu lokowano nowe miasto – Olsztyn. Współczesne miasto Olsztyn w większości położone jest na terenie dawnej Galindii, poza północnymi dzielnicami. 
W roku 1346 ta część Galindii przypadła Warmii, a pozostała Zakonowi. Z czasem Galindia zakonna również została zasiedlona i stała się znana jako Mazury.

## Nazwa
Według przyjętych hipotez Galindia wzięła nazwę od słowa galas, oznaczającego „kraj położony na końcu świata” – jako że za granicą Galindii nie mieszkało żadne pruskie plemię (kończył się więc pruski kraj).
- zobacz wyjaśnienie nazwy pod hasłem Galindowie

## Terytorium

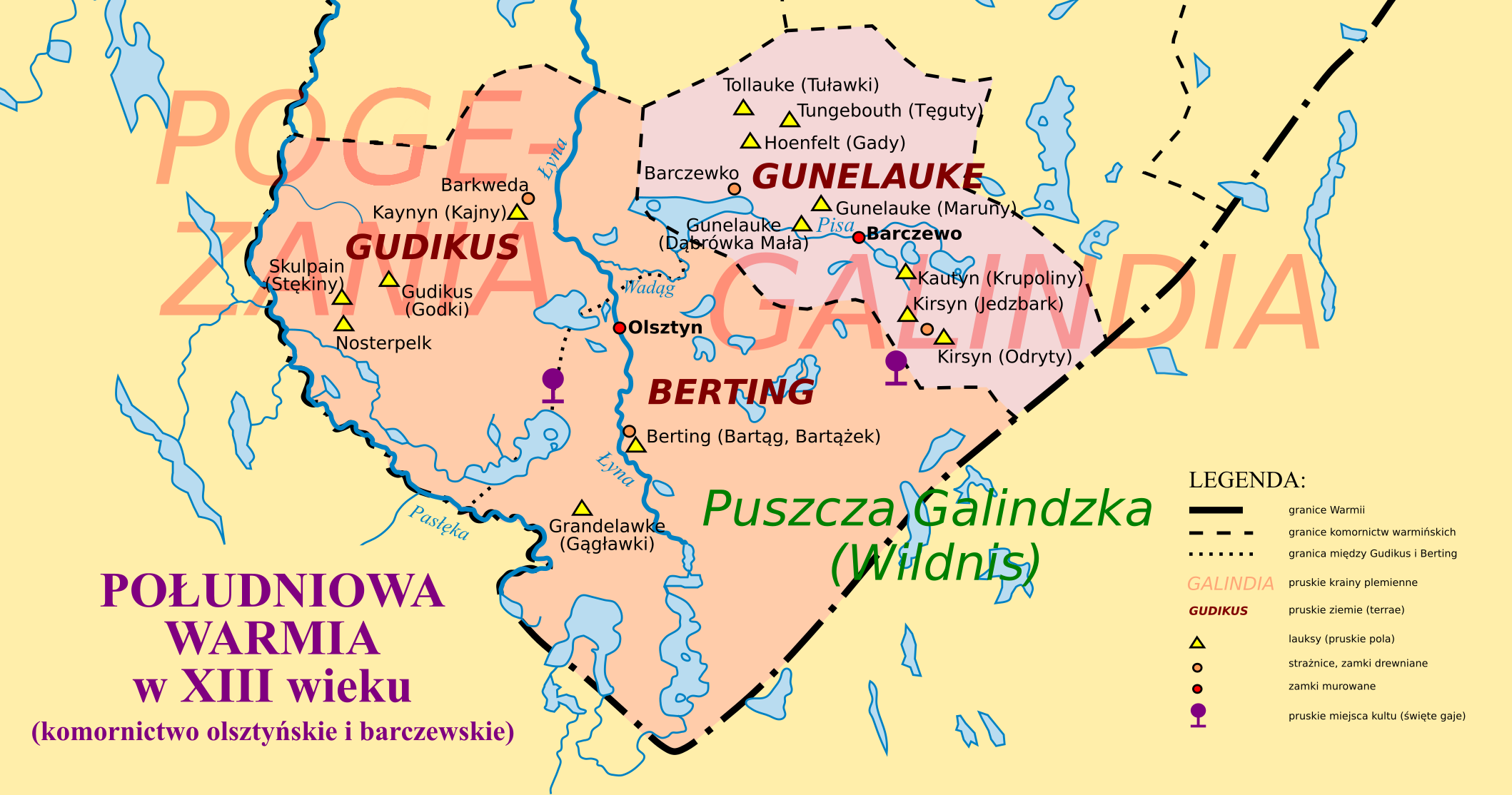
Zachodnie ziemie Galindii - Gunlauken i Bertingen (późniejsza południowa Warmia)

Kraina była położona nad rzekami Allo (Łyną) oraz Lawoso i ciągnęła się aż do granic Mazowsza. Z przekazów średniowiecznych spisanych w XIV w. Galindia rozciągała się między Barcją a Polską, na Południe – do rzeki Narew, a na Wschodzie aż do ziemi jaćwieskiej. 
Galindia sąsiadowała z południowego zachodu z Ziemią Sasinów, z północnego zachodu z Pomezanią (ziemia Gudikus), od północy z Barcją zaczynającą się na północ od jeziora Salęt i Nadrowią, ze wschodu z Jaćwieżą. W skład Galindii wchodziły późniejsze warmińskie ziemie Bertingen (Olsztyn i wsie na południe od miasta) i Gunlauken (okolice Barczewa). Na południe i wschód rozciągała się w XIII wieku olbrzymia, praktycznie bezludna Wielka Puszcza, zwana Wildnis lub Puszczą Galindzką.
Obecnie teren dawnej Galindii leży na Mazurach i w południowej Warmii.
Na półwyspie u ujścia rzeki Krutyni do Jeziora Bełdany od 10 lat rekonstruuje się osadę plemienia Galindów, gdzie odtwarza się ich codzienne życie, a w widowiskach historycznych przedstawia się różne zwyczaje i rytuały. (Zobacz: Iznota)